# Micalet
|  | Aquest article tracta sobre el campanar de València. Vegeu-ne altres significats a «Miquelet (desambiguació)». |

El Micalet és el nom que rep popularment el campanar de la catedral de València, i és un dels principals símbols de la ciutat de València. El nom és un diminutiu del de la campana principal, Miquel, que amb la fonètica local ha esdevingut Micalet. Durant molts segles, fou anomenat Campanar Nou o Campanar de la Catedral, per a diferenciar-lo del Campanar Vell, una torre de planta quadrada i de factura romànica, ubicada al carrer de la Barcella.

## Història
Una placa col·locada a la base de la torre ens parla dels seus orígens: «Aquest campanar fonch comensat en l'any de la Nativitat de Nostre Senyor Déu Jesuchrist MCCCLXXXI, reynant en Aragó lo molt alt senyor rey en Pere. Estant de bisbe en València lo molt alt en Jaume, fill de l'alt infant en Pere e cosin germà del dit rey». Inicià l'obra el mestre picapedrer Andreu Julià, fins que el 1396 un terratrèmol va interrompre les obres, encara al primer cos de la torre. El 1402, dirigeix l'obra Josep Franch, mestre d'obres de la seu, i el 1414 s'encarrega Pere Balaguer, constructor també de les torres de Serrans a la mateixa ciutat. El 1425, es dona per acabada la construcció, tot i faltar el remat final, que mai no arribaria a construir-se: una agulla, projecte d'Antoni Dalmau. Al seu lloc, es faria una estructura de fusta que subjectava la campana de les hores, substituïda entre 1660 i 1736 per una espadanya de pedra, que és la que es pot veure avui. Tenia una elegant cresteria calada que li servia de corona, que va ser arrasada al segle xviii, que fou substituïda primer per una barana de fusta i en el segle xix per una barana metàl·lica, fins a la restauració de 1983, realitzada sense respecte als testimonis arqueològics conservats fins aquell moment en la mateixa terrassa i que ara estan exposats a la casa del Campaner.
|  |  |

## Característiques i funcions
Inicialment, era una torre exempta, unida a la seu a finals del segle xv en perllongar-se'n la nau central. Té accés per una portada angular adornada amb arquivoltes i un pas cobert amb curioses voltes nervades. La torre del Micalet és d'estil gòtic català, amb una decoració sòbria, bàsicament els prismàtics contraforts de les arestes i les primeres motllures que assenyalen els diferents nivells dels pisos. Té forma de prisma octogonal, amb un perímetre i una altura iguals: 58,80 metres. A l'interior hi ha una escala helicoide de caragol amb 207 graons de pedra, des d'on s'accedeix a l'interior dels diferents pisos i a la terrassa superior. El primer pis o cos és massís, excepte al lloc de l'escala. Al segon cos, trobem l'antiga «presó» o asil de la catedral, de planta octogonal i amb sostre de volta. Al tercer cos, hi ha una sala semblant, però més gran, coneguda com a casa del Campaner, i al quart i últim cos, la sala de les Campanes, amb set finestres des d'on pengen les 11 campanes, i una vuitena obertura, que dona llum a l'escala. Finalment, des de la terrassa, on trobem la campana de les hores i la dels quarts, es pot veure una magnífica perspectiva de la ciutat de València, sobretot del centre històric.
Les campanes del Micalet van ordenar la vida civil i religiosa de la ciutat de València des del segle xv fins a vora el segle xx, però històricament la torre ha servit per a més coses que com a simple campanar. La segona planta era el lloc on s'acollia els refugiats de la seu, i des d'aquesta es feien les fumades, que amb les nombroses torres que hi havia al llarg de la costa valenciana s'avisava del perill de pirates i turcs. Al segle xix, avisava de l'entrada i sortida de naus del port de València, i des de sempre les seues vistes han impressionat els visitants de la ciutat, i n'han deixat constància en alguns escrits, com ara Victor Hugo, o la descripció que el 1792 feia el botànic Antoni Josep Cavanilles de l'Horta de València vista del de dalt la torre.
|  |  |  |  |

## Les campanes
El Miquel és la campana principal, que dona nom a la torre. És la que marca les hores; es va fondre el 1532, i pesa 10.997 quilograms, la més gran encara en ús de tota la Corona d'Aragó. El Sant Vicent Ferrer és la campana dels quarts, pesa 724 kg i és del 1736. Ambdues són a l'espadanya del campanar.
Ja a la sala de Campanes en trobem onze des del primer moment de la construcció de l'edifici. En temps medievals parlaven «dels cinc senys i les sis morlanes»; en temps més recents, «de les cinc grans i els sis tiples». Aquestes són les utilitzades per als diversos senyals diaris, festius, de mort i extraordinaris. Per als vols, això no obstant, és costum antic fer-ne servir sols les cinc grans.
La més antiga és la Caterina (512 kg), del 1305, fins ara la més antiga en ús de tota la Corona d'Aragó, mentre que la més nova n'és la Violant (409 kg), del 1735. Els altres tiples són l'Eloi (260 kg), l'Úrsula (307 kg), del 1438, la Bàrbara (767 kg), del 1681, el Pau (767 kg), del 1489 i l'Arcís (2.048 kg), del 1529. De les grans, el Vicent (1.740 kg) és del 1569, l'Andreu (2.047 kg) del 1604, el Manuel (2.500 kg) del 1621, el Jaume (3.075 kg) del 1429 i la Maria (3.590 kg) del 1544.
És de notar la manera peculiar d'anomenar-les, que sols coincideix, en un parell de casos, amb les inscripcions: s'hi afig «el» o «la» davant del nom de la campana, segons es tracte d'un personatge femení o masculí, sense posar-hi cap altre adjectiu.
Es tracta d'un dels conjunts més nombrosos de campanes gòtiques de tot l'estat, amb dues de majúscula gòtica (la Caterina i el Jaume) i cinc de minúscula gòtica, l'Úrsula, el Pau, l'Arcís, el Vicent, l'Andreu i la Maria, a les quals cal afegir el Miquel.

## Visites
La popular torre del Micalet és accessible cada dia de l'any amb l'adquisició d'una entrada. Després de les actuacions del gremi de Campaners Valencians, primer, i dels campaners de la catedral de València, després, els visitants poden veure les tres sales del campanar amb reixats i, finalment, pujar a la terrassa des d'on es tenen magnífiques vistes de la ciutat i dels voltants.
Cada matí, i els dies de toc, la sala de campanes està oberta al públic, sota la vigilància dels campaners de la catedral de València. La gestió de la torre, excepte les visites a la sala de campanes, la fa personal que depén del capítol metropolità de la catedral.